# 아들레르

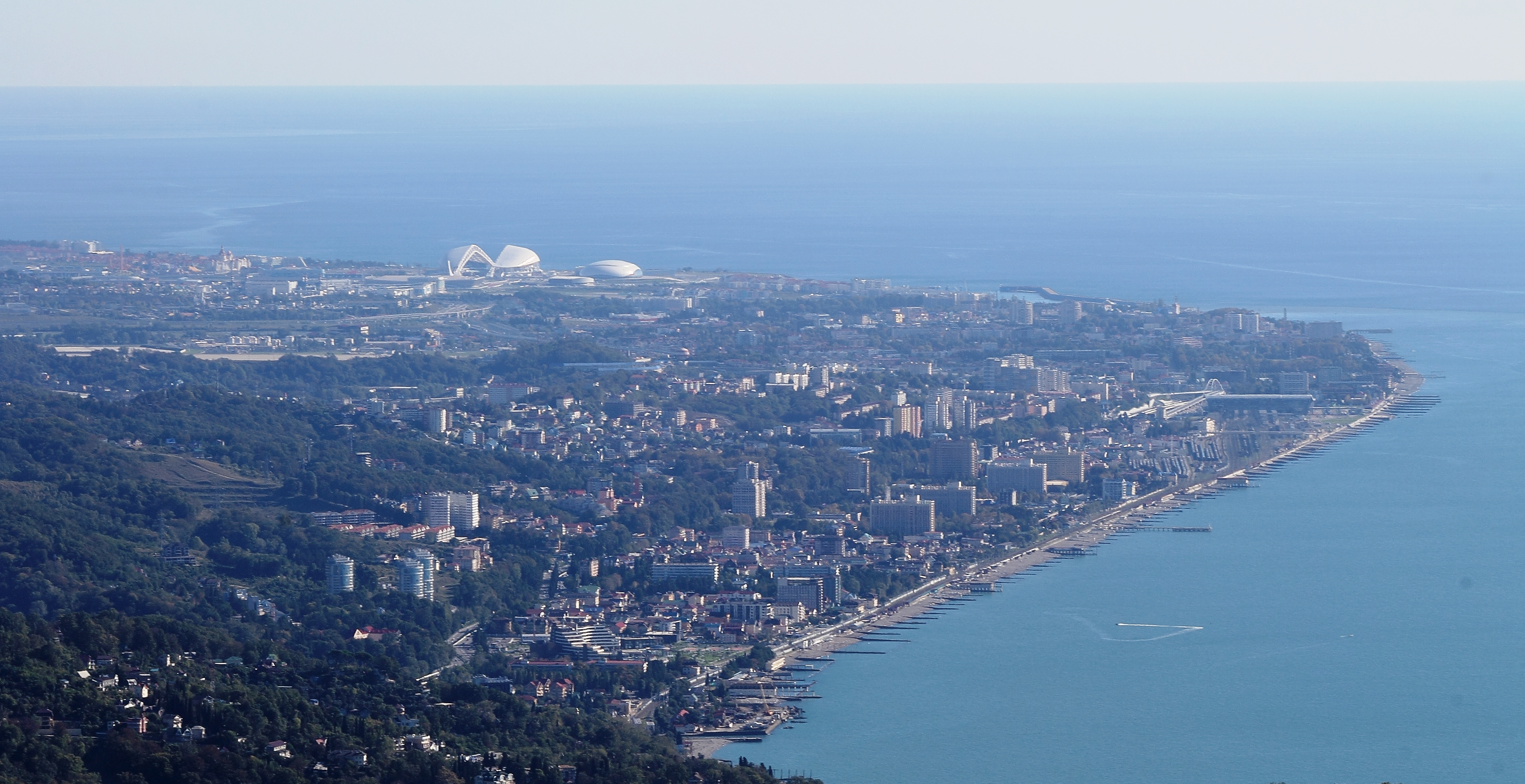

아들레르(러시아어: Адлер)는 러시아 크라스노다르 지방의 소치에 속해 있는 지역으로, 흑해에 접해 있는 휴양지이다.
젤레즈노다로즈나야 역(Железнодорожная станция), 소치 국제공항이 위치해 있다.